# Kattowitzer Hütte
Kattowitzer Hütte – schronisko górskie w Wysokich Taurach w otoczeniu doliny Maltatal w austriackiej Karyntii, stanowiące punkt wyjścia wycieczek na Großer Hafner, 3076 m n.p.m. – najbardziej na wschód wysunięty samodzielny szczyt Alp Wschodnich przekraczający wysokość 3000 m.

## Dane teleadresowe
- Adres: Kattowitzer Hütte, Brandstatt 2, A-9854 Malta, Österreich/Austria

## Położenie
Schronisko znajduje się wysoko ponad dnem doliny Maltatal, po jej orograficznie lewej, północno-wschodniej stronie, na wysokości 2320 m, na krawędzi ściany kotła Ochsenkar, a zarazem na szeroko rozumianych stokach szczytu Großer Hafner, na południe od jego wierzchołka.

## Wyposażenie
Schronisko otwarte od połowy czerwca do końca września. Zapewnia zakwaterowanie oraz całodzienne wyżywienie. Liczba łóżek w pokojach: 18; miejsc sypialnych na strychu w tzw. lagerze: 30. Natomiast od października do połowy czerwca jest otwarty tzw. „Winterraum”, posiadający 8 miejsc noclegowych.

## Historia schroniska
Schronisko wzniesione zostało przez Sekcję Katowicką Deutsche Alpenverein (DAV) w 1929 roku, jako punkt wyjścia wycieczek na Großer Hafner. Odnowione zostało i przebudowane w 1978 roku. Schronisko zarządzane jest przez Sekcję Katowicką DAV mieszczącą się obecnie w Salzgitter w Niemczech.

## Turystyka
Do schroniska dotrzeć można znakowaną ścieżką ze znajdującego się na dnie doliny pensjonatu (Gasthoff) Gmünden Hütte, 1185 m, do którego dojechać można asfaltową drogą jezdną. Jest to droga historyczna, obecnie nieco rzadziej używana. Czas wejścia: ok. 3:30 – 4 h, bez trudności, lecz nieco żmudnie.
Obecnie szybszym sposobem dotarcia do schroniska jest ścieżka idąca od położonego na wysokości 1512 m parkingu drogi jezdnej ciągnącej się dnem doliny Maltatal. Czas wejścia: ok. 2:50 h, bez trudności.
Schronisko stanowi punkt wyjścia na następujące szczyty:
- Großer Hafner, 3076 m n.p.m. – droga turystyczna, dla wprawnych turystów górskich, w końcowych partiach, w trudniejszych i bardziej eksponowanych miejscach ubezpieczona nielicznymi stalowymi linami; czas wejścia: 2:30 – 3 h.
- Kleiner Hafner, 3017 m n.p.m. – droga turystyczna, dla wprawnych turystów górskich, czas wejścia: 2:30 – 2:45 h.
- Großer Sonblick, 3030 m n.p.m. – czas wejścia: 3 – 3:30 h.
- Kölnbreinspitze, 2934 m n.p.m. – czas wejścia: 3:30 – 4 h.